# Estupro masculino

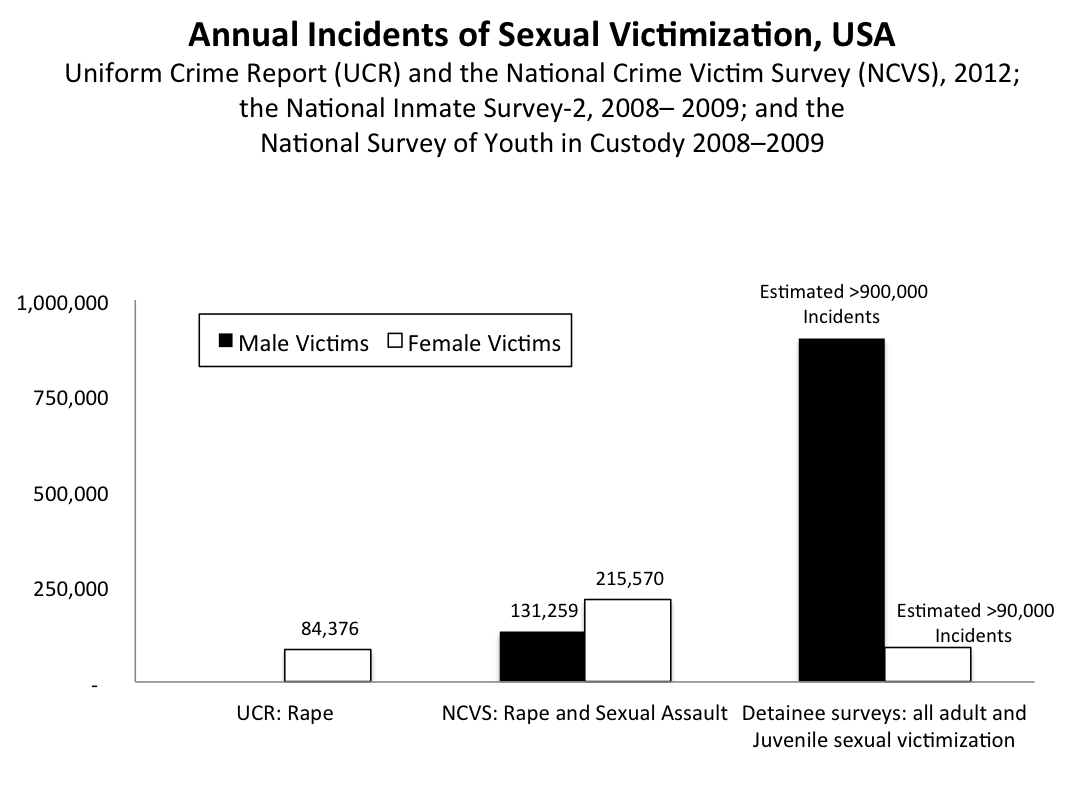
Observando diferentes fontes de pesquisa do governo dos EUA, por um determinado ano, estima-se que os detentos adultos e jovens do sexo masculino sofrerão várias vezes mais incidentes de vitimização sexual do que mulheres encarceradas. Detentos do sexo masculino e feminino não estão incluídos na maioria das pesquisas nacionais sobre vitimização sexual.

Estupro masculino é uma forma de estupro em que o homem é a vítima e que inclui ambos o estupro e a violência sexual em geral. É também usado como uma arma de guerra em regiões sob conflitos, embora as estatísticas de violência sexual contra as mulheres sejam significativamente maiores do que para os homens, o estupro não afeta apenas a população feminina e é uma preocupação para homens e meninos que estão expostos a ele, em particular no contexto de conflitos bélicos.
O estupro é ainda pensado como um crime contra mulheres especialmente (e historicamente definido dessa forma), embora muitos casos de estupro masculino tenham sido alvo de discussões públicas recentemente. O estupro masculino é ainda visto como tabu para ser exposto e possui uma conotação heterossexual-homossexual negativa.
Prestadores de serviços comunitários muitas vezes reagem à orientação sexual das vítimas do sexo masculino e do sexo de seu agressor. Principalmente, as vítimas do sexo masculino tentam esconder, e negar sua vitimização, ao contrário das vítimas do sexo feminino, a menos que tenham lesões físicas graves. Eventualmente, as vítimas do sexo masculino podem ser muito vagas em explicar suas lesões quando estão buscando serviços de saúde física ou mental.

## Pesquisas e estatísticas
A pesquisa sobre estupro masculino só aparece no final da década de 1970, a maioria focada em crianças do sexo masculino. Os estudos de agressão sexual em estabelecimentos prisionais com foco específico nas consequências da violação masculina estão disponíveis só a partir do início da década de 1980. Ainda assim, a maioria da literatura sobre estupro e agressão sexual se concentra em vítimas do sexo feminino.

### Estupro de homem contra homem
O estupro de homem em homem tem sido fortemente estigmatizado. De acordo com a psicóloga Dr. Sarah Crome, menos de 1 em cada 10 estupros homem-homem são relatados. Como um grupo, as vítimas de estupro do sexo masculino relataram a falta de serviços de apoio, e os sistemas jurídicos são, muitas vezes, mal equipados para lidar com este tipo de crime.
Vários estudos sobre estupro carcerário homem-homem, bem como estupro carcerário mulher-mulher, são comuns e não são notificados até com mais frequência do que o estupro na população em geral. 
O estupro de homens por homens tem sido documentado como arma de guerra (ver Estupros de guerra), e podem assumir a forma de estupro anal e oral, tortura genital, castração, estupro coletivo, escravidão sexual e estupro forçado dos outros.
A violência sexual contra homens é um dos aspectos menos divulgados da guerra, de forma que se torna um tabu que poucos sobreviventes têm a coragem de relatar. Além de vergonha e medo de serem condenado ao ostracismo, muitas vítimas não ousam desafiar mitos sobre o estupro masculino em suas culturas, como a de que o homem que é estuprado torna-se 'mulher', que apenas os homossexuais são vítimas de estupro e que a única forma de violência sexual contra homens é o estupro por via anal.
Na Guerra Civil Síria (2011–presente), os detentos do sexo masculino vítimas de abuso sexual relataram ser forçados a sentar-se em uma garrafa de vidro quebrada, ter os órgãos genitais amarrados a saco de água, ou ser forçado a assistir ao estupro de outro detento por parte dos oficiais.

### Estupro de mulher contra homem
Algumas pesquisas sugerem que a agressão sexual em ambos os sexos está correlacionada com uma história de abuso sexual, uma tendência a ver as relações com o sexo oposto como contraditórias, e níveis mais elevados de excitação para representações de estupro; não há uma quantidade considerável de pesquisas sobre autores do sexo feminino, mas, devido à percepção popular da sexualidade de homens e mulheres, pode tornar-se mais fácil para as mulheres racionalizarem uma agressão sexual.
Um estudo feito pelo Centros de Controle e Prevenção de Doenças dos Estados Unidos encontrou que 1 em cada 20 homens (5,3%) relataram ter sido forçados a penetrar outra pessoa, geralmente uma mulher, foram vítimas de uma tentativa de forçar a penetração, ou tinham sido forçados a receber sexo oral.
Homens vítimas de abuso sexual por mulheres, muitas vezes, enfrentam duplicidade de critérios sociais, políticos e jurídicos. Alguns casos nos Estados Unidos têm recebido maior atenção e despertaram a consciência dentro da população. Às vezes referido como casos "forçados a penetrar", as vítimas de estupro do sexo masculino são forçadas a se envolver em penetração da mulher sem consentimento. Muitas vezes, as vítimas do sexo masculino estão sob a influência de drogas ou álcool ou estão sob ameaça.

## Mitos

### Homens não são vulneráveis
Devido à socialização do gênero masculino, pensa-se que os homens, mesmo os jovens, não podem ser vítimas de estupro e muito mesmo que são vulneráveis. É vergonhoso e não-masculino se uma criança do sexo masculino chorar; os homens são fortes e podem se proteger.

### Homens sempre querem sexo
Há um conceito popular de que a ereção e o orgasmo masculino significam apreciação e disponibilidade sexual, porém é comprovado que a ligeira estimulação genital ou mesmo o estresse resultar em ereção e clímax, de modo que não significam unicamente que o homem consente na prática sexual. Os homens podem ter ereções, mesmo em situações sexuais traumáticas ou dolorosas.
Existem homens que simplesmente não querem sexo, também: assexuais.

### Traumas
Alguns estudos encontraram homens menos afetados negativamente, porém mais estudos mostram que os efeitos a longo prazo são bastante prejudiciais para ambos os sexos especialmente para os homens, pois podem ser mais prejudicados pelo estigma social e descrença de sua vitimização. As vítimas do sexo masculino tendem a sentir raiva mais intensa do que vítimas do sexo feminino, enquanto ambos passam por sentimentos semelhantes de sofrimento após o estupro. Em um estudo com vítimas de estupro, 74 do sexo masculino e 1.380 do sexo feminino descobriu-se que a depressão e a hostilidade são mais profundas nas vítimas do sexo masculino imediatamente após o estupro do que entre as vítimas do sexo feminino.
Os homens que experimentam a atenção sexual quando crianças costumam justificar a si mesmos como se tivessem estado em uma posição de privilégio e não de abuso, essa estratégia de enfrentamento masculino caracterizada pela negação e controle torna-os mais propensos a problemas psiquiátricos posteriores e reduz a probabilidade de procurarem ajuda.

### Orientação sexual
O estupro masculino, assim como o estupro feminino, pode ter mais relação com poder do que sexualidade e não acontece só dentro da comunidade homossexual, assim, muitos perpetradores que procuram rapazes não são homossexuais.
Enquanto muitos perpetradores podem eles mesmos ter experimentado abuso sexual, a maioria das vítimas de agressão sexual não se tornam criminosos adolescentes.

### Vítimas do sexo masculino têm "sorte"
As vítimas do sexo masculino enfrentam obstáculos como o mito de que a violência sexual é algo desejoso quando o autor é uma mulher, de modo que a experiência é um privilégio quando na verdade não é.

## Efeitos

### Efeitos físicos
Vítimas do sexo masculino indicaram ter mais lesões corolárias e são mais prováveis de serem ameaçadas com armas (como armas de fogo e facas) por seus autores. As lesões físicas frequentemente registrados são dores de cabeça tensionais, úlceras, náuseas, colite, abrasões na garganta, olhos roxos e ossos quebrados. Um estudo de 2004 observou que 45% dos homens sobreviventes que acessaram o centro de agressão sexual do hospital tiveram algum tipo de dano físico (25% de lesões dos tecidos moles, 20% de lacerações).

### Efeitos psicológicos
As vítimas de estupro, homens e mulheres, podem ter dificuldade em relatar a agressão sexual que sofreram. Há um mito de que a vítima de assalto sexual masculino vai se tornar um agressor. Este mito é muito prejudicial para as vítimas, tanto para seus estados mentais quanto como as pessoas as tratam. Os homens ainda têm o fardo de enfrentar uma sociedade que não acredita que o estupro realmente  pode acontecer com eles.

#### Efeitos a longo prazo
Os homens vítimas de agressão sexual têm um risco muito maior de ter problemas de saúde mental, incluindo sintomas de transtorno de estresse pós-traumático e depressão; alcoolismo e abuso de drogas; pensamentos e tentativas de suicídio; problemas nos relacionamentos íntimos; e insucesso escolar e no trabalho.
Por causa das expectativas de gênero, uma criança do sexo masculino que é vítima de abuso sexual masculina pode ser levada a ter os seguintes comportamentos e reações:
1. Pressão em provar sua masculinidade de modo físico e sexual (tornar-se cada vez mais forte e se engajar em comportamentos perigosos ou violentos, ter múltiplas parceiras sexuais).
2. Confusão sobre gênero e  identidade sexual.
3. Sentimento de ser um homem inadequado
4. Sensação de perda de poder, controle e confiança em sua masculinidade.
5. Problemas com a proximidade e intimidade.
6. Problemas sexuais[34]
7. Medo de se tornar 'homossexual' ou 'gay'.
8. Homofobia

#### Possibilidade de suicídio
A taxa de suicídio de homens vítimas de abuso sexual é 15 a 14 vezes maior do que entre outros homens. McDonald e Tijerino encontrado em sua pesquisa que alguns participantes afirmam que houve ocasiões em que se sentiu tão mal que eles se engajaram em comportamentos auto-destrutivos, inclusive tentativas de suicídio e/ou pensamentos suicidas. Há também um estudo que mostra que as vítimas de estupro são 4,1 vezes mais propensas a pensar em suicídio e 13 vezes mais propensas a tentar o suicídio do que não-vítimas.

## Legislação

### Brasil
Antes de 2009, a lei definia estupro como "constranger mulher à conjunção carnal, mediante violência ou grave ameaça", assim, se deixava implícito que apenas a mulher poderia ser a vítima desse crime, e somente o homem poderia ser o agente ativo. Com a Lei 12.015/2009, o artigo 213 do Código Penal foi alterado, substituindo a expressão "mulher" por "alguém". Logo, o homem também pode ser vítima de estupro. A  alteração também coloca a mulher como possível autora do crime, deixando de ser um crime "bi-próprio", em que é necessário uma condição especial para o sujeito ativo (homem como criminoso) e passivo (mulher como vítima) para um crime "comum", em que homens e mulheres podem ser sujeitos ativos e passivos.